# Акопян, Рубен Тигранович
Рубен Тигранович Акопян (25 февраля 1937, Тбилиси, Грузинская ССР, СССР — 10 марта 2020, Москва, Россия) — советский и российский инженер-механик, строитель, руководитель предприятий, генеральный директор «Центротехмонтаж», один из организаторов и первый руководитель «Нефтегазстрой». Участвовал в постройке 9 заводов, в том числе при модернизациях московских ГПЗ, ЗИЛ, АЗЛК, «Станколит», «Красный пролетарий». Принимал участие в строительстве телецентра «Останкино», здания Совмина СССР, ледовых дворцов в Москве, спорткомплекса «Олимпийский», а также крупных нефтегазовых объектов в Уфе, Кургане, Саратове, Уренгое, Альметьевске, Ужгороде.
Награждён орденами Почёта (1997), Дружбы народов, знаком «Почётный строитель России», За заслуги в области строительства и многолетний добросовестный труд (1997). Является заслуженным строителем РСФСР (1988), лауреатом премии Совета Министров СССР. Внёс большой вклад в развитие нефтегазовой промышленности в стране.

## Биография
Акопян родился 25 февраля 1937 года в городе Тбилиси, Грузинская ССР.
В 1961 году завершил обучение в Московском инженерно-строительном институте.
Его карьера началась с должности инженера производственного отдела треста «Центротехмонтаж». С 1963 года работал в первом Московском монтажном управлении треста «Центротехмонтаж». Там он занимал различные должности — от мастера до главного инженера и начальника управления. Впоследствии стал генеральным директором «Центротехмонтаж».
Акопян принимал непосредственное участие в возведение множества промышленных и социальных объектов по всей стране. Он является одним из организаторов и первым руководителем треста «Нефтегазстрой».
Умер 10 марта 2020 года. Был похоронен в Москве на Армянском кладбище.